# Farhad Shahverdi
Farhad „Mazi“ Shahverdi (* 20. September 1973) ist ein iranischer Poolbillardspieler.

## Karriere

### Einzel
Im März 2007 erreichte Shahverdi bei der 8-Ball-Weltmeisterschaft nach Siegen gegen Henrik Asperup und Oliver Ortmann die Runde der letzten 32, in der er mit 6:10 gegen den Philippiner Joven Bustamante verlor. Ende des Jahres schied er hingegen bei seiner ersten Teilnahme an der 9-Ball-WM sieglos in der Vorrunde aus. 2008 schied er sowohl bei der 8-Ball-WM als auch bei der erstmals ausgetragenen 10-Ball-Weltmeisterschaft in der Vorrunde aus, wobei ihm im 10-Ball ein Sieg gelang. Im Mai 2009 zog er bei den German Open erstmals in die Finalrunde eines Euro-Tour-Turniers ein. Nachdem er unter anderem den Schweizer Marco Tschudi und den Deutschen Dominic Jentsch besiegt hatte, unterlag er im Achtelfinale dem Engländer Imran Majid mit 6:8. Bei der 10-Ball-WM 2009 schied er sieglos aus.
Im Januar 2017 erreichte Shahverdi beim Finalturnier der German Tour 2016 durch einen Viertelfinalsieg gegen Titelverteidiger Roman Hybler das Halbfinale, in dem er sich dem Syrer Mohammad Soufi in einem hochklassigen Spiel mit 6:7 geschlagen geben musste.

### Mannschaft
Mit der iranischen Nationalmannschaft nahm Shahverdi 2010 an der Team-Weltmeisterschaft teil. Die Mannschaft schied nach Niederlagen gegen Norwegen und Serbien sieglos aus.
Von 2013 bis 2015 stieg er mit dem BSV Pfullingen von der Bezirksliga in die Verbandsliga auf. Zur Saison 2015/16 wechselte er zum Regionalligisten BC Sindelfingen.

## Sonstiges
Shahverdi ist Inhaber der Billardcenter Magic Pool in Pfullingen und Die Drei in Sindelfingen.